# Черёмушная (село)
Черёмушная (укр. Черемушна) — село в Валковском районе Харьковской области Украины.
Являлось до 2020 года административным центром Черемушанского сельского совета, в который, кроме того, входили сёла Литвиновка, Пески и Яблоновка.
Код КОАТУУ — 6321288001. Население по переписи 2001 года составляло 621 (291/330 м/ж) человек.

## Географическое положение
Село Черемушная состоит из двух неравных частей, разнесенных на расстояние до 2-х км и разделенных урочищем Долгий Яр. Малая часть находится на правом берегу реки Черемушная, на которой сделана большая запруда, есть мост.
Большая часть села расположена в 2-х км от реки Черемушная и примыкает к большому лесному массиву (дуб).
В 2-х км от села проходит автомобильная дорога М-03 (E 40),

## История
- 1686 — дата первого упоминания слободы Черемушная[1].
- В 1940 году, перед ВОВ, в селе, находившемся на правом берегу реки Черемушная, были 423 двора, православная церковь, 4 ветряные мельницы и сельсовет.[2]
- В 1976 году в селе было 445 дворов и 903 человека населения.[5]

## Экономика
- В селе при ССР были молочно-товарная (МТФ) и свино-товарная (СТФ) фермы, машинно-тракторные мастерские (МТС).
- Частное сельскохозяйственное предприятие «Красная (Червоная) нива».
- Частное сельскохозяйственное предприятие «Черемуша́нское».
- Планируется создать горно-обогатительный комбинат близ села Черемушная для переработки стекольных (кварцевых) песков. Рядом построят завод по производству стеклянных изделий.

## Объекты социальной сферы

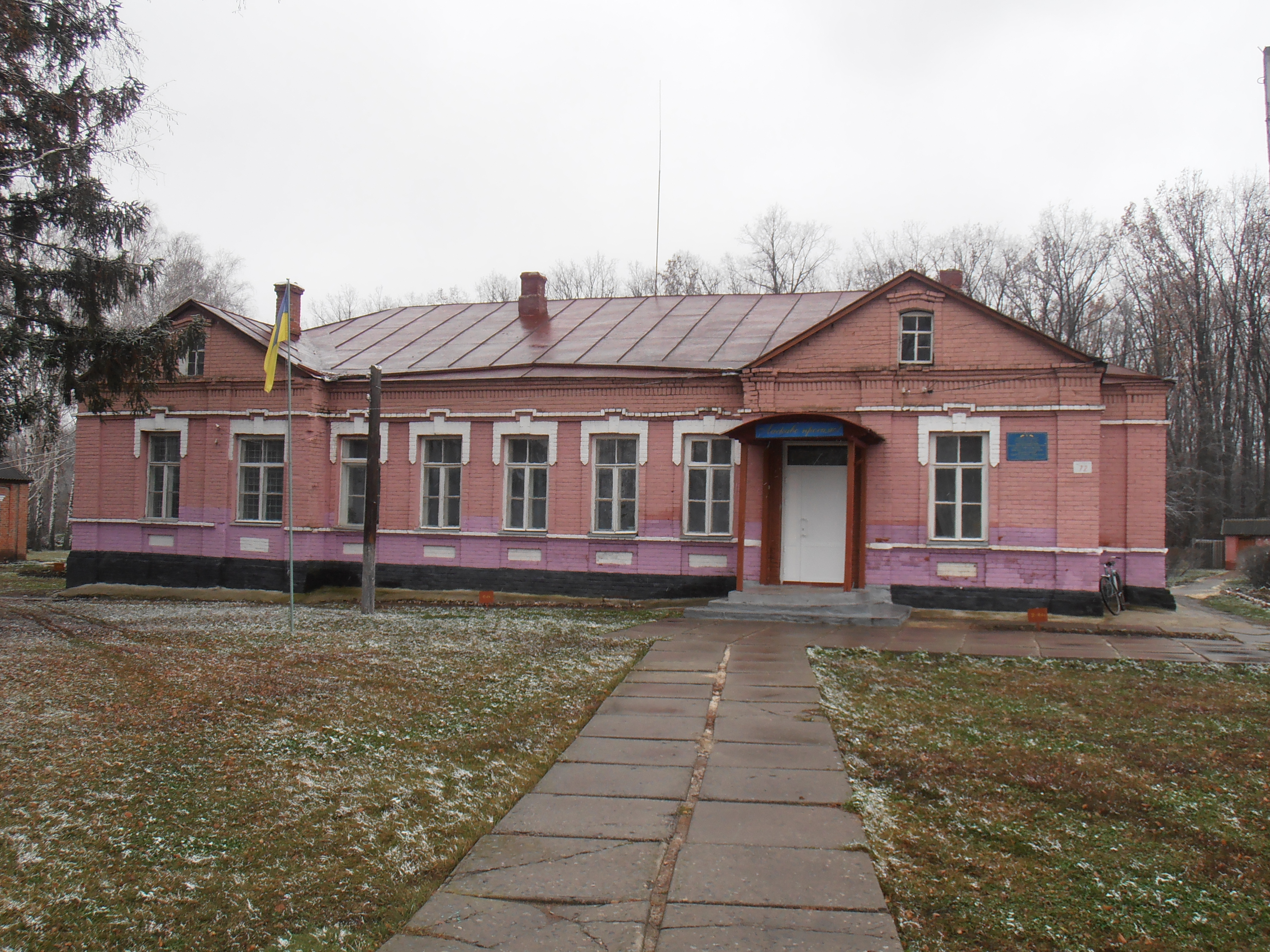
Черемушнянская общеобразовательная школа

- Черемушнянская общеобразовательная школа І-ІІ ст.
- Клуб.
- Стадион.
- Черемушня́нский фельдшерско-акушерский пункт (ФАП).

## Известные люди
- Вольвач Мария Степановна — родилась 17 марта 1841 г. в селе Черемушная, украинская писательница и поэтесса.
- Лысенко Иван Максимович — энциклопедист, автор «Словаря певцов Украины» и «Валковской энциклопедии».
- Лаврик Иван Иванович — Герой Советского Союза.
- Кириченко Виктор Петрович — родился 15 августа 1948 года в селе Черемушная, учитель, общественный деятель, поет, сочинивший гимн Черемушанской школы, вальс села Черемушная и др.

## Достопримечательности
- На краю левого коренного берега реки Черемушная и в 1,5 км к востоку от села Черемушная расположен курганный могильник скифского периода.

## Религия
- Община Христиан веры евангельской «Благовест».